# Dieta sanguínea
As dietas do tipo sanguíneo são dietas da moda promovidas por alguns autores, dos quais o mais proeminente é Peter J. D'Adamo. Os proponentes alegam que o fator mais importante para determinar uma dieta saudável é o grupo sanguíneo, pelo que recomendam uma dieta específica para cada tipo de sangue.
O consenso entre nutricionistas, médicos e cientistas é de que não existe qualquer evidência científica que apoie a eficácia destas dietas.